# Craig Hignett
Craig Hignett (Whiston, 12 gennaio 1970) è un allenatore di calcio ed ex calciatore inglese, di ruolo centrocampista o attaccante.

## Carriera

### Giocatore
Dopo un biennio nelle giovanili del Liverpool esordisce tra i professionisti nella stagione 1988-1989 con il Crewe Alexandra, club della quarta divisione inglese, con cui nella sua prima stagione conquista una promozione in terza divisione, categoria in cui gioca dal 1989 al 1991 prima di trascorrere un'ulteriore stagione in quarta divisione, per un totale di 121 presenze e 42 reti in partite di campionato con il club. Il 27 novembre 1992 viene ceduto per 500000 sterline al Middlesbrough, club di prima divisione, con cui nella stagione 1992-1993 realizza 4 reti in 21 presenze in tale categoria.
Il Boro conclude però la stagione con una retrocessione in seconda divisione, categoria in cui Hignett gioca sia nella stagione 1993-1994 che nella stagione 1994-1995, conclusasi con la vittoria del campionato e, di conseguenza, con una promozione in prima divisione; nella stagione 1995-1996 va poi a segno per 5 volte in 22 presenze in questa categoria, nella quale gioca anche nella stagione 1996-1997 (22 presenze e 4 reti), conclusa con una nuova retrocessione (oltre che con due finali perse in FA Cup ed in Coppa di Lega, che Hignett gioca da titolare), a cui fa seguito una stagione, la 1997-1998, in cui gioca 35 partite e segna 7 gol in seconda divisione sempre con i biancorossi. A seguito della retrocessione, pur di rimanere in squadra, Hignett accettò tra l'altro anche una netta riduzione dello stipendio, in netto contrasto con quel che fecero invece molti suoi compagni di squadra e di fatto anche con giocatori di altri club, restii a trasferirsi al Boro per questioni economiche. Tuttavia, nell'estate del 1998 il club lo cede all'Aberdeen, club della prima divisione scozzese; dopo 2 reti in 13 partite di campionato Hignett fa però ritorno in Inghilterra a stagione in corso, tornando a giocare in seconda divisione con il Barnsley, con la cui maglia nella seconda parte della stagione 1998-1999 mette a segno 9 reti in 24 partite di campionato. Rimane nel club anche nella stagione 1999-2000, che a conti fatti con 19 reti in 42 presenze si rivela essere la sua più prolifica in carriera in termini di reti segnate in un singolo campionato. Il Barnsley, che al momento dell'arrivo di Hignett in squadra era appena retrocesso dalla prima divisione, nella stagione 1999-2000 raggiunge tra l'altro anche la finale dei play-off, perdendola con il punteggio di 4-2 contro l'Ipswich Town: nell'occasione una delle reti è opera di Hignett, che inizialmente si era visto attribuire anche la seconda, poi corretta in realtà come autorete di Richard Wright (nell'occasione un tiro di Hignett aveva infatti colpito la traversa per poi entrare in rete dopo un rimbalzo sulla testa di Wright, in un primo momento valutato come ininfluente ma poi appunto in seguito corretto). Le sue prestazioni in questa stagione gli valgono l'inserimento nella Squadra dell'anno della PFA per quanto riguarda la First Division.
Nell'estate del 2000 viene ceduto per 2.2 milioni di sterline al Blackburn, con cui segna 3 reti in 30 presenze e conquista una promozione in prima divisione; nella stagione 2001-2002 segna poi 4 reti in 22 presenze in tale categoria, contribuendo inoltre alla vittoria della Coppa di Lega (scende anche in campo nella finale del 24 febbraio 2002 vinta per 2-1 contro il Tottenham), grazie alla quale il club si qualifica alla successiva edizione della Coppa UEFA (nella quale Hignett gioca una partita). L'attaccante trascorre poi i primi mesi della stagione 2002-2003 in prestito in seconda divisione al Coventry City, con cui realizza 2 reti in 8 partite di campionato. Terminato il prestito fa ritorno al Blackburn, con cui nella seconda parte della stagione 2002-2003 oltre alla già citata presenza in Coppa UEFA gioca 3 partite in campionato, segnandovi una rete. Nell'estate del 2003 si trasferisce al Leicester City, altro club di prima divisione; con le Foxes segna una sola rete, il 4 dicembre 2003, nei minuti finali della partita di campionato pareggiata per 1-1 contro l'Arsenal, in 13 presenze, per poi trascorrere la seconda parte di stagione in prestito al Crewe Alexandra, con cui gioca 15 partite in seconda divisione senza mai segnare.
Nel 2004, dopo una breve parentesi senza presenze al Leeds Utd, mette a segno 9 reti in 19 presenze in quarta divisione con il Darlington; nella stagione 2005-2006 gioca invece 11 partite nella prima divisione cipriota con l'Apollōn Limassol; nell'estate del 2006 torna in patria e, fatto salvo per 2 presenze in quarta divisione con la maglia dell'Hartlepool Utd nel 2007, gioca a livello semiprofessionistico fino al 2009 quando, all'età di 39 anni, si ritira.

### Allenatore
Dopo un'esperienza quinquennale nelle giovanili del Middlesbrough è stato per una stagione vice allenatore dell'Hartlepool United; è quindi tornato brevemente al Middlesbrough come collaboratore tecnico della prima squadra, salvo poi tornare nuovamente all'Hartlepool United, club di cui tra il 2016 ed il 2019 è stato a più riprese allenatore, per un totale di 27 vittorie, 22 pareggi e 37 sconfitte in 86 partite ufficiali sulla panchina del club.

## Palmarès

### Club

#### Competizioni nazionali
- Coppa di Lega inglese: 1

Blackburn: 2001-2002
- Campionato inglese di seconda divisione: 1

Middlesbrough: 1994-1995

### Individuale
- Squadra dell'anno della PFA: 1

1999-2000 (Division One)